# Equitazione ai Giochi della V Olimpiade - Concorso completo individuale
La competizione del concorso completo individuale di equitazione dai Giochi della V Olimpiade si è svolta nei giorni dal 13 al 17 luglio presso le sedi di Lindarängen e Stoccolma.

## Risultati

### 1 ª Prova
Cross-Country di 50 Km, tempo limite 4 ore.
| Pos. | Binomio                                      | Tempo    | Punti |
| ---- | -------------------------------------------- | -------- | ----- |
| 1    | Jacques Cariou su Cocotte                    | 3h35'31" | 10,00 |
| 2    | Pierre Dufour d'Astafort su Castibalza       | 3h42'22" | 10,00 |
| 3    | Emmanuel de Blommaert de Soye su Clonmore    | 3h44'08" | 10,00 |
| 4    | Eduard von Lütcken su Blue Boy               | 3h44'12" | 10,00 |
| 5    | Paul Covert su La Sioute                     | 3h45'31" | 10,00 |
| 6    | Guy Reyntiens su Beau Soleil                 | 3h48'41" | 10,00 |
| 7    | Axel Nordlander su Lady Artist               | 3h49'09" | 10,00 |
| 8    | Herbert Scott su Whisper II                  | 3h49'48" | 10,00 |
| 9    | Ben Lear su Poppy                            | 3h50'34" | 10,00 |
| 10   | Ephraim Graham su Connie                     | 3h51'06" | 10,00 |
| 11   | Carl von Moers su May-Queen                  | 3h51'30" | 10,00 |
| 12   | Bernard Meyer su Allons-y                    | 3h51'47" | 10,00 |
| 13   | Ernst Casparsson su Irmelin                  | 3h52'41" | 10,00 |
| 14   | Richard von Schaesberg-Thannheim su Grundsee | 3h52'59" | 10,00 |
| 15   | Nils Adlercreutz su Atout                    | 3h53'30" | 10,00 |
| 16   | Bryan Lawrence su Patrick                    | 3h53'48" | 10,00 |
| 17   | Edward Nash su The Flea                      | 3h55'28" | 10,00 |
| 18   | Carl Adolph Kraft su Gorm                    | 3h55'38" | 10,00 |
| 19   | Henric Horn af Åminne su Omen                | 3h55'56" | 10,00 |
| 20   | Guy Henry su Chiswell                        | 3h56'19" | 10,00 |
| 21   | Jack Montgomery su Deceive                   | 3h56'39" | 10,00 |
| 22   | Harry von Rochow su Idealist                 | 3h58'41" | 10,00 |
| 23   | Frode Kirkebjerg su Dibbe-Libbe              | 3h58'50" | 10,00 |
| 24   | Gaston de Trannoy su Capricieux              | 3h59'05" | 10,00 |
| 25   | Paul Kenna su Harmony                        | 3h59'25" | 10,00 |
| 26   | Albert Seigner su Dignité                    | 4h00'40" | 9,00  |
| -    | Carl Høst Saunte su Streg                    | DNF      | DNF   |

### 2 ª Prova
Cross-Country di 5 Km, tempo limite 15 minuti.
| Pos. | Binomio                                      | Tempo  | Penalità | Punti |
| ---- | -------------------------------------------- | ------ | -------- | ----- |
| 1    | Herbert Scott su Whisper II                  | 8'44"  | 0        | 10,00 |
| 2    | Harry von Rochow su Idealist                 | 9'02"  | 0        | 10,00 |
| 3    | Richard von Schaesberg-Thannheim su Grundsee | 9'11"  | 0        | 10,00 |
| 4    | Henric Horn af Åminne su Omen                | 9'23"  | 0        | 10,00 |
| 5    | Eduard von Lütcken su Blue Boy               | 9'25"  | 0        | 10,00 |
| 6    | Axel Nordlander su Lady Artist               | 9'37"  | 0        | 10,00 |
| 7    | Bernard Meyer su Allons-y                    | 9'43"  | 0        | 10,00 |
| 8    | Carl Adolph Kraft su Gorm                    | 10'18" | 0        | 10,00 |
| 9    | Jacques Cariou su Cocotte                    | 10'33" | 0        | 10,00 |
| 10   | Carl von Moers su May-Queen                  | 11'00" | 0        | 10,00 |
| 11   | Jack Montgomery su Deceive                   | 11'01" | 0        | 10,00 |
| 12   | Ben Lear su Poppy                            | 11'23" | 0        | 10,00 |
| 13   | Paul Kenna su Harmony                        | 11'28" | 0        | 10,00 |
| 14   | Bryan Lawrence su Patrick                    | 9'08"  | 2        | 9,85  |
| 15   | Paul Covert su La Sioute                     | 9'12"  | 2        | 9,85  |
| 16   | Nils Adlercreutz su Atout                    | 10'28" | 2        | 9,85  |
| 17   | Edward Nash su The Flea                      | 10'15" | 4        | 9,69  |
| 18   | Gaston de Trannoy su Capricieux              | 11'29" | 4        | 9,69  |
| 19   | Ernst Casparsson su Irmelin                  | 10'10" | 5        | 9,62  |
| 20   | Ephraim Graham su Connie                     | 11'20" | 5        | 9,62  |
| 21   | Guy Henry su Chiswell                        | 10'22" | 7        | 9,46  |
| 22   | Albert Seigner su Dignité                    | 11'03" | 10       | 9,23  |
| 23   | Frode Kirkebjerg su Dibbe-Libbe              | 10'08" | 56       | 5,69  |
| -    | Pierre Dufour d'Astafort su Castibalza       | DQ     | DQ       | DQ    |
| -    | Emmanuel de Blommaert de Soye su Clonmore    | DQ     | DQ       | DQ    |
| -    | Guy Reyntiens su Beau Soleil                 | DQ     | DQ       | DQ    |

### 3 ª Prova
3.500 metri siepi. Tempo limite 5'50".
| Pos. | Binomio                                      | Tempo | Penalità | Punti |
| ---- | -------------------------------------------- | ----- | -------- | ----- |
| 1    | Axel Nordlander su Lady Artist               | 5'19" | 0        | 10,00 |
| 2    | Ernst Casparsson su Irmelin                  | 5'22" | 0        | 10,00 |
| 2    | Harry von Rochow su Idealist                 | 5'22" | 0        | 10,00 |
| 4    | Frode Kirkebjerg su Dibbe-Libbe              | 5'25" | 0        | 10,00 |
| 5    | Eduard von Lütcken su Blue Boy               | 5'30" | 0        | 10,00 |
| 6    | Gaston de Trannoy su Capricieux              | 5'31" | 0        | 10,00 |
| 7    | Nils Adlercreutz su Atout                    | 5'36" | 0        | 10,00 |
| 8    | Paul Covert su La Sioute                     | 5'37" | 0        | 10,00 |
| 8    | Bernard Meyer su Allons-y                    | 5'37" | 0        | 10,00 |
| 10   | Richard von Schaesberg-Thannheim su Grundsee | 5'38" | 0        | 10,00 |
| 11   | Henric Horn af Åminne su Omen                | 5'40" | 0        | 10,00 |
| 11   | Jack Montgomery su Deceive                   | 5'40" | 0        | 10,00 |
| 11   | Albert Seigner su Dignité                    | 5'40" | 0        | 10,00 |
| 14   | Ben Lear su Poppy                            | 5'41" | 0        | 10,00 |
| 15   | Jacques Cariou su Cocotte                    | 5'45" | 0        | 10,00 |
| 15   | Ephraim Graham su Connie                     | 5'45" | 0        | 10,00 |
| 17   | Guy Henry su Chiswell                        | 5'46" | 0        | 10,00 |
| 18   | Paul Kenna su Harmony                        | 5'53" | 6        | 9,40  |
| 19   | Edward Nash su The Flea                      | 5'58" | 16       | 8,40  |
| 20   | Carl von Moers su May-Queen                  | 5'59" | 18       | 8,20  |
| -    | Herbert Scott su Whisper II                  | DNF   | DNF      | DNF   |
| -    | Bryan Lawrence su Patrick                    | DNF   | DNF      | DNF   |
| -    | Carl Adolph Kraft su Gorm                    | DNS   | DNS      | DNS   |

### 4 ª Prova
Salto ad ostacoli. 15 ostacoli, tempo limite 2'45".
| Pos. | Binomio                                      | Tempo  | Penalità | Penalità | Punti Prova | Punti |
| Pos. | Binomio                                      | Tempo  | Tempo    | Salti    | Punti Prova | Punti |
| ---- | -------------------------------------------- | ------ | -------- | -------- | ----------- | ----- |
| 1    | Ernst Casparsson su Irmelin                  | 2'44,4 | 0        | 5        | 145         | 9,67  |
| 2    | Harry von Rochow su Idealist                 | 2'44,0 | 0        | 7        | 143         | 9,53  |
| 2    | Bernard Meyer su Allons-y                    | 2'47,0 | 2        | 5        | 143         | 9,53  |
| 4    | Ephraim Graham su Connie                     | 2'33,6 | 0        | 9        | 141         | 9,40  |
| 4    | Richard von Schaesberg-Thannheim su Grundsee | 2'43,8 | 0        | 9        | 141         | 9,40  |
| 4    | Jack Montgomery su Deceive                   | 2'47,4 | 2        | 7        | 141         | 9,40  |
| 7    | Albert Seigner su Dignité                    | 2'51,0 | 4        | 6        | 140         | 9,33  |
| 8    | Eduard von Lütcken su Blue Boy               | 2'44,0 | 0        | 11       | 139         | 9,27  |
| 9    | Guy Henry su Chiswell                        | 2'33,8 | 0        | 13       | 137         | 9,13  |
| 10   | Ben Lear su Poppy                            | 2'55,2 | 6        | 8        | 136         | 9,07  |
| 11   | Nils Adlercreutz su Atout                    | 2'42,0 | 0        | 15       | 135         | 9,00  |
| 12   | Axel Nordlander su Lady Artist               | 2'46,0 | 2        | 14       | 134         | 8,93  |
| 13   | Paul Kenna su Harmony                        | 3'20,0 | 14       | 4        | 132         | 8,80  |
| 14   | Carl von Moers su May-Queen                  | 2'48,0 | 2        | 18       | 130         | 8,67  |
| 15   | Jacques Cariou su Cocotte                    | 3'16,0 | 14       | 7        | 129         | 8,60  |
| 16   | Gaston de Trannoy su Capricieux              | 3'12,4 | 12       | 10       | 128         | 8,53  |
| 17   | Paul Covert su La Sioute                     | 3'17,0 | 14       | 11       | 125         | 8,33  |
| 18   | Henric Horn af Åminne su Omen                | 2'49,4 | 2        | 24       | 124         | 8,27  |
| 19   | Edward Nash su The Flea                      | 3'14,0 | 12       | 15       | 123         | 8,20  |
| -    | Frode Kirkebjerg su Dibbe-Libbe              |        | DNS      |          |             |       |

### 5 ª Prova
Dressage
| Pos. | Binomio                                      | Valutazione | Punti |
| ---- | -------------------------------------------- | ----------- | ----- |
| 1    | Jacques Cariou su Cocotte                    | 594,2       | 7,72  |
| 2    | Axel Nordlander su Lady Artist               | 590,0       | 7,66  |
| 3    | Albert Seigner su Dignité                    | 584,2       | 7,59  |
| 4    | Henric Horn af Åminne su Omen                | 583,8       | 7,58  |
| 5    | Carl von Moers su May-Queen                  | 582,5       | 7,56  |
| 6    | Nils Adlercreutz su Atout                    | 574,2       | 7,46  |
| 7    | Guy Henry su Chiswell                        | 535,5       | 6,95  |
| 8    | Harry von Rochow su Idealist                 | 530,7       | 6,89  |
| 9    | Ernst Casparsson su Irmelin                  | 529,0       | 6,87  |
| 10   | Ben Lear su Poppy                            | 527,0       | 6,84  |
| 11   | Richard von Schaesberg-Thannheim su Grundsee | 520,5       | 6,76  |
| 12   | Eduard von Lütcken su Blue Boy               | 510,5       | 6,63  |
| 13   | Jack Montgomery su Deceive                   | 499,0       | 6,48  |
| 14   | Ephraim Graham su Connie                     | 483,5       | 6,28  |
| 15   | Bernard Meyer su Allons-y                    | 444,0       | 5,77  |
| 16   | Paul Covert su La Sioute                     | DNS         |       |
| 17   | Edward Nash su The Flea                      | DNS         |       |
| 18   | Paul Kenna su Harmony                        | DNS         |       |
| 19   | Gaston de Trannoy su Capricieux              | DNS         |       |

## Classifica finale
| Pos.    | Binomio                          | Binomio     | Nazione     | Punti | 1 Prova | 2 Prova | 3 Prova | 4 prova | 5 Prova |
| Pos.    | Cavaliere                        | Cavallo     | Nazione     | Punti | 1 Prova | 2 Prova | 3 Prova | 4 prova | 5 Prova |
| ------- | -------------------------------- | ----------- | ----------- | ----- | ------- | ------- | ------- | ------- | ------- |
| Oro     | Axel Nordlander                  | Lady Artist | Svezia      | 46,59 | 10,00   | 10,00   | 10,00   | 8,93    | 7,66    |
| Argento | Harry von Rochow                 | Idealist    | Germania    | 46,42 | 10,00   | 10,00   | 10,00   | 9,53    | 6,89    |
| Bronzo  | Jacques Cariou                   | Cocotte     | Francia     | 46,32 | 10,00   | 10,00   | 10,00   | 8,60    | 7,72    |
| 4       | Nils Adlercreutz                 | Atout       | Svezia      | 46,31 | 10,00   | 9,85    | 10,00   | 9,00    | 7,46    |
| 5       | Ernst Casparsson                 | Irmelin     | Svezia      | 46,16 | 10,00   | 9,62    | 10,00   | 9,67    | 6,87    |
| 5       | Richard von Schaesberg-Thannheim | Grundsee    | Germania    | 46,16 | 10,00   | 10,00   | 10,00   | 9,40    | 6,76    |
| 7       | Ben Lear                         | Poppy       | Stati Uniti | 45,91 | 10,00   | 10,00   | 10,00   | 9,07    | 6,84    |
| 8       | Eduard von Lütcken               | Blue Boy    | Germania    | 45,90 | 10,00   | 10,00   | 10,00   | 9,27    | 6,63    |
| 9       | Jack Montgomery                  | Deceive     | Stati Uniti | 45,88 | 10,00   | 10,00   | 10,00   | 9,40    | 6,48    |
| 10      | Henric Horn af Åminne            | Omen        | Svezia      | 45,85 | 10,00   | 10,00   | 10,00   | 8,27    | 7,58    |
| 11      | Guy Henry                        | Chiswell    | Stati Uniti | 45,54 | 10,00   | 9,46    | 10,00   | 9,13    | 6,95    |
| 12      | Bernard Meyer                    | Allons-y    | Francia     | 45,30 | 10,00   | 10,00   | 10,00   | 9,53    | 5,77    |
| 12      | Ephraim Graham                   | Connie      | Stati Uniti | 45,30 | 10,00   | 9,62    | 10,00   | 9,40    | 6,28    |
| 14      | Albert Seigner                   | Dignité     | Francia     | 45,15 | 9,00    | 9,23    | 10,00   | 9,33    | 7,59    |
| 15      | Carl von Moers                   | May-Queen   | Germania    | 44,43 | 10,00   | 10,00   | 8,20    | 8,67    | 7,56    |
| -       | Gaston de Trannoy                | Capricieux  | Belgio      | DNF   | 10,00   | 9,69    | 10,00   | 8,53    | DNS     |
| -       | Paul Kenna                       | Harmony     | Regno Unito | DNF   | 10,00   | 10,00   | 9,40    | 8,80    | DNS     |
| -       | Paul Covert                      | La Sioute   | Belgio      | DNF   | 10,00   | 9,85    | 10,00   | 8,33    | DNS     |
| -       | Edward Nash                      | The Flea    | Regno Unito | DNF   | 10,00   | 9,69    | 8,40    | 8,20    | DNS     |
| -       | Frode Kirkebjerg                 | Dibbe-Libbe | Danimarca   | DNF   | 10,00   | 5,69    | 10,00   | DNS     |         |
| -       | Carl Adolph Kraft                | Gorm        | Danimarca   | DNF   | 10,00   | 10,00   | DNS     |         |         |
| -       | Herbert Scott                    | Whisper II  | Regno Unito | DNF   | 10,00   | 10,00   | DNF     |         |         |
| -       | Bryan Lawrence                   | Patrick     | Regno Unito | DNF   | 10,00   | 9,85    | DNF     |         |         |
| -       | Emmanuel de Blommaert de Soye    | Clonmore    | Belgio      | DNF   | 10,00   | DQ      |         |         |         |
| -       | Guy Reyntiens                    | Beau Soleil | Belgio      | DNF   | 10,00   | DQ      |         |         |         |
| -       | Pierre Dufour d'Astafort         | Castibalza  | Francia     | DNF   | 10,00   | DQ      |         |         |         |
| -       | Carl Høst Saunte                 | Streg       | Danimarca   | DNF   | DNF     |         |         |         |         |